# 1.ª etapa do Tour de France de 2020
A 1.ª etapa do Tour de France de 2020 ocorreu a 29 de agosto de 2020 com início e final na cidade de Nice sobre um percurso de 156 quilómetros e foi vencida ao esprint pelo noruego Alexander Kristoff da equipa UAE Emirates, quem ademais converteu-se no primeiro portador da camisola amarela.

## Percurso
A primeira etapa deste Tour de France está disputada baixo a forma de um circuito, os corredores passam uma primeira vez na a linha, antes a subida de Rimiez (3.º categoria) e os seus 5,8 km de 5,1 % de inclinação. Baixam a Nice para uma segunda passagem na linha de partida. Depois de uma grande volta com uma nova passagem na subida de Rimiez. Os últimos quilómetros são numa porção plana. A linha de chegada está localizada no passeio dos Ingleses.

## Desenvolvimento da carreira
Os 176 corredores lançam-se de Nice para a 1.º etapa. Desde o quilómetro 0, três corredores atacam : Michael Schär (CCC Team), Fabien Grellier (Team Total Direct Énergie) e Cyril Gauthier (B&B Vital Concept). Fabien Grellier passa em cabeça à cimeira da primeira passagem da cota de Rimiez ante Cyril Gautier. Durante a segunda passagem Michael Schär passa em cabeça, Cyril Gautier faz uma nova vez segundo. Os três corredores possuem a cada um dois pontos mas é Fabien Grellier ao ser o melhor classificado à chegada que ganha a camisola às bolinhas. Enquanto a calçada está feita muito escorregadia pela chuva, o pelotão observa uma forma de neutralização após ter retomar o trio de cabeça, baixo o impulso da equipa Jumbo-Visma. Os organizadores decidem também considerar para a classificação geral os tempos a 3 km da chegada. As numerosas quedas são de assinalar de qualquer jeito : Sam Bennett, Julian Alaphilippe (Deucenink Quick-Step), Thibaut Pinot (Groupama FDJ), Nairo Quintana (Arkéa Samsic), Caleb Ewan (Lotto Soudal), Miguel Angel Lopez (Astana Pro Team), entre demais, caem ao chão. Apesar de um ataque no final de Benoit Cosnefroy (AG2R La Mondiale), a etapa vai concluir-se por um sprint em massa. Alexander Kristoff (UAE Emirates) levanta os braços e apodera-se assim das camisolas amarelas e verdes. Segue o campeão do mundo Mads Pedersen (Trek-Segafredo), que toma a camisola branca, e Cees Bol (Sunweb).

## Classificação da etapa
| \| Classificação por etapas \| Classificação por etapas \| Classificação por etapas \| Classificação por etapas \| Classificação por etapas \| \| Ciclista \| Ciclista \| Equipe \| Tempo \| \| \| ------------------------ \| ------------------------ \| -------------------------------- \| ------------------------ \| ------------------------ \| \| 1. \| Alexander Kristoff \| UAE Team Emirates \| 3h46m23s \| \| \| 2. \| Mads Pedersen \| Trek-Segafredo \| + 0s \| \| \| 3. \| Cees Bol \| Team Sunweb \| + 0s \| \| \| 4. \| Sam Bennett \| Deceuninck-Quick Step \| + 0s \| \| \| 5. \| Peter Sagan \| Bora-Hansgrohe \| + 0s \| \| \| 6. \| Elia Viviani \| Cofidis \| + 0s \| \| \| 7. \| Giacomo Nizzolo \| NTT Pro Cycling \| + 0s \| \| \| 8. \| Bryan Coquard \| B&B Hotels-Vital Concept p/b KTM \| + 0s \| \| \| 9. \| Anthony Turgis \| Total Direct Énergie \| + 0s \| \| \| 10. \| Jasper Stuyven \| Trek-Segafredo \| + 0s \| \| |                    |                                  |          |
| |                    |                                  |          |
| Fonte: ProCyclingStats |                    |                                  |          |
| Classificação por etapas |                    |                                  |          |
| Ciclista | Ciclista           | Equipe                           | Tempo    |
| 1. | Alexander Kristoff | UAE Team Emirates                | 3h46m23s |
| 2. | Mads Pedersen      | Trek-Segafredo                   | + 0s     |
| 3. | Cees Bol           | Team Sunweb                      | + 0s     |
| 4. | Sam Bennett        | Deceuninck-Quick Step            | + 0s     |
| 5. | Peter Sagan        | Bora-Hansgrohe                   | + 0s     |
| 6. | Elia Viviani       | Cofidis                          | + 0s     |
| 7. | Giacomo Nizzolo    | NTT Pro Cycling                  | + 0s     |
| 8. | Bryan Coquard      | B&B Hotels-Vital Concept p/b KTM | + 0s     |
| 9. | Anthony Turgis     | Total Direct Énergie             | + 0s     |
| 10. | Jasper Stuyven     | Trek-Segafredo                   | + 0s     |

## Classificações ao final da etapa

### Classificação geral(Maillot Jaune)
| \| Classificação geral \| Classificação geral \| Classificação geral \| Classificação geral \| Classificação geral \| \| Ciclista \| Ciclista \| Equipe \| Tempo \| \| \| ------------------- \| ------------------- \| -------------------------------- \| ------------------- \| ------------------- \| \| 1. \| Alexander Kristoff \| UAE Team Emirates \| 3h46m13s \| \| \| 2. \| Mads Pedersen \| Trek-Segafredo \| + 4s \| \| \| 3. \| Cees Bol \| Team Sunweb \| + 6s \| \| \| 4. \| Sam Bennett \| Deceuninck-Quick Step \| + 10s \| \| \| 5. \| Peter Sagan \| Bora-Hansgrohe \| + 10s \| \| \| 6. \| Elia Viviani \| Cofidis \| + 10s \| \| \| 7. \| Giacomo Nizzolo \| NTT Pro Cycling \| + 10s \| \| \| 8. \| Bryan Coquard \| B&B Hotels-Vital Concept p/b KTM \| + 10s \| \| \| 9. \| Anthony Turgis \| Total Direct Énergie \| + 10s \| \| \| 10. \| Jasper Stuyven \| Trek-Segafredo \| + 10s \| \| |                    |                                  |          |
| |                    |                                  |          |
| Fonte: ProCyclingStats |                    |                                  |          |
| Classificação geral |                    |                                  |          |
| Ciclista | Ciclista           | Equipe                           | Tempo    |
| 1. | Alexander Kristoff | UAE Team Emirates                | 3h46m13s |
| 2. | Mads Pedersen      | Trek-Segafredo                   | + 4s     |
| 3. | Cees Bol           | Team Sunweb                      | + 6s     |
| 4. | Sam Bennett        | Deceuninck-Quick Step            | + 10s    |
| 5. | Peter Sagan        | Bora-Hansgrohe                   | + 10s    |
| 6. | Elia Viviani       | Cofidis                          | + 10s    |
| 7. | Giacomo Nizzolo    | NTT Pro Cycling                  | + 10s    |
| 8. | Bryan Coquard      | B&B Hotels-Vital Concept p/b KTM | + 10s    |
| 9. | Anthony Turgis     | Total Direct Énergie             | + 10s    |
| 10. | Jasper Stuyven     | Trek-Segafredo                   | + 10s    |

### Classificação por pontos(Maillot Vert)
| Classificação por pontos | Classificação por pontos | Classificação por pontos         | Classificação por pontos | Classificação por pontos |
| Ciclista                 | Ciclista                 | Equipe                           | Pontos                   |                          |
| ------------------------ | ------------------------ | -------------------------------- | ------------------------ | ------------------------ |
| 1.                       | Alexander Kristoff       | UAE Team Emirates                | 59 pts                   |                          |
| 2.                       | Mads Pedersen            | Trek-Segafredo                   | 30 pts                   |                          |
| 3.                       | Peter Sagan              | Bora-Hansgrohe                   | 29 pts                   |                          |
| 4.                       | Sam Bennett              | Deceuninck-Quick Step            | 28 pts                   |                          |
| 5.                       | Michael Schär            | CCC Team                         | 20 pts                   |                          |
| 6.                       | Cees Bol                 | Team Sunweb                      | 20 pts                   |                          |
| 7.                       | Bryan Coquard            | B&B Hotels-Vital Concept p/b KTM | 18 pts                   |                          |
| 8.                       | Cyril Gautier            | B&B Hotels-Vital Concept p/b KTM | 17 pts                   |                          |
| 9.                       | Matteo Trentin           | CCC Team                         | 16 pts                   |                          |
| 10.                      | Fabien Grellier          | Total Direct Énergie             | 15 pts                   |                          |

### Classificação da montanha(Maillot à Pois Rouges)
| Classificação da montanha | Classificação da montanha | Classificação da montanha        | Classificação da montanha | Classificação da montanha |
| Ciclista                  | Ciclista                  | Equipe                           | Pontos                    |                           |
| ------------------------- | ------------------------- | -------------------------------- | ------------------------- | ------------------------- |
| 1.                        | Fabien Grellier           | Total Direct Énergie             | 2 pts                     |                           |
| 2.                        | Michael Schär             | CCC Team                         | 2 pts                     |                           |
| 3.                        | Cyril Gautier             | B&B Hotels-Vital Concept p/b KTM | 2 pts                     |                           |

### Classificação do melhor jovem(Maillot Blanc)
| Classificação dos jovens | Classificação dos jovens | Classificação dos jovens | Classificação dos jovens | Classificação dos jovens |
| Ciclista                 | Ciclista                 | Equipe                   | Tempo                    |                          |
| ------------------------ | ------------------------ | ------------------------ | ------------------------ | ------------------------ |
| 1.                       | Mads Pedersen            | Trek-Segafredo           | 3h46m17s                 |                          |
| 2.                       | Cees Bol                 | Team Sunweb              | + 2s                     |                          |
| 3.                       | Sergio Higuita           | EF Pro Cycling           | + 6s                     |                          |
| 4.                       | Tadej Pogačar            | UAE Team Emirates        | + 6s                     |                          |
| 5.                       | Connor Swift             | Arkéa-Samsic             | + 6s                     |                          |
| 6.                       | Casper Pedersen          | Team Sunweb              | + 6s                     |                          |
| 7.                       | Joris Nieuwenhuis        | Team Sunweb              | + 6s                     |                          |
| 8.                       | Daniel Felipe Martínez   | EF Pro Cycling           | + 6s                     |                          |
| 9.                       | Clément Russo            | Arkéa-Samsic             | + 6s                     |                          |
| 10.                      | Egan Bernal              | Ineos Grenadiers         | + 6s                     |                          |

### Classificação por equipas(Classement par Équipe)
| Classificação por equipes | Classificação por equipes        | Classificação por equipes | Classificação por equipes |
| Equipe                    | Equipe                           | Tempo                     |                           |
| ------------------------- | -------------------------------- | ------------------------- | ------------------------- |
| 1.                        | Trek-Segafredo                   | 11h19m09s                 |                           |
| 2.                        | UAE Team Emirates                | + 0s                      |                           |
| 3.                        | Cofidis                          | + 0s                      |                           |
| 4.                        | Team Sunweb                      | + 0s                      |                           |
| 5.                        | Deceuninck-Quick Step            | + 0s                      |                           |
| 6.                        | B&B Hotels-Vital Concept p/b KTM | + 0s                      |                           |
| 7.                        | AG2R La Mondiale                 | + 0s                      |                           |
| 8.                        | Mitchelton-Scott                 | + 0s                      |                           |
| 9.                        | CCC Team                         | + 0s                      |                           |
| 10.                       | Jumbo-Visma                      | + 0s                      |                           |

## Abandonos
- John Degenkolb por chegar fora de controle.[2]